# 고토부키 란
고토부키 란은 슈퍼갤즈의 주인공으로, 성우는 토요구치 메구미/이명선, 색깔는 빨간색.

## 소개
시부야에서 모르는 사람이 없는 갤(날라리) 소녀로 현재 호우난 고등학교 1학년생. 집안 대대로 경찰이 직업이었고 부모님과 오빠 야마토가 모두 경찰이며 여동생 사요까지 경찰이 꿈이지만 정작 란 본인은 그렇지 않다. 원래는 어렸을 때 경찰이 되고 싶었지만 모종의 이유 때문에 경찰을 기피하게 된 것. 그러나 매사에 정의감이 강한 것을 보면 피는 못 속이는듯. 공부에는 전혀 관심이 없고 숙제는 뒷전이다보니 담임인 나카니시 선생님과 사사건건 충돌하지만 의외로 사이는 좋다.